# Harvard Law School
Harvard Law School (també coneguda com a Harvard Law o HLS) és una de les escoles professionals de graduats de la Universitat Harvard. Ubicada a Cambridge, Massachusetts, Harvard Law és una de les escoles de dret més prestigioses del món. És també l'escola més antiga dels Estats Units que ha operat contínuament. Té la biblioteca de dret més gran del món.
Harvard Law va introduir el que es convertiria en el currículum estàndard per al primer-any a les escoles de dret nord-americanes - incloent classes sobre contractes, propietat, greuges, dret penal i procediment civil - en la dècada de 1870, sota el degà Christopher Columbus Langdell. A Harvard, Langdell també va desenvolupar l'ensenyament del dret partint de casos, que es va convertir en el model dominant a les escoles de dret nord-americanes.
L'actual degà de Harvard Law School és Elena Kagan, qui va succeir a Robert C. Clark el 2003.